# Darth Vader
Anakin Skywalker, též známý jako Darth Vader, je fiktivní postava, původně rytíř Jedi, později temný pán ze Sithu ve světě Star Wars. Je ústřední postavou všech šesti dílů hexalogie Star Wars od George Lucase i dalších děl s tematikou tohoto fiktivního světa od jiných autorů, ať už jde o další filmové projekty, o literaturu nebo počítačové hry.
Anakin Skywalker vyrůstal na odlehlé planetě Vnějšího pásu jménem Tatooine jako otrok, odkud se dostal do chrámu Jediů. Seznámí se s Padmé Amidalou. Během svého působení v řádu se dostal pod vliv sithského lorda Dartha Sidiouse, jenž ho manipulacemi strhl na Temnou stranu Síly, i díky své lásce k Padmé a strachu o ní kvůli snům. Stal se Darthem Vaderem a spolu s císařem Palpatinem alias Sidiousem vládl tvrdou rukou Galaxii. Mezi tím se mu narodila dvojčata Luke Skywalker a Leia Organa. Později proti němu bojoval jeho syn Luke Skywalker a zjistil, že ho císař nezměnil úplně. V rozhodující okamžik pak císaře zabil a naplnil jedijské proroctví o vyvoleném, jenž přinese rovnováhu Síle, kvůli kterému byl Anakin do řádu Jedi původně přijat. Jakožto Darth Vader byl charakteristický svým černým robotickým oblekem.

## Vzhled a ztvárnění
Pro roli Dartha Vadera zvolil George Lucas kulturistu Davida Prowseho, jehož ve scénách s bitvami se světelnými meči nahradil kaskadér Bob Anderson. Dialogy však namluvil James Earl Jones. Všichni tři spolupracovali na epizodách IV až VI. Odmaskovaného Vadera v epizodě VI si zahrál Sebastian Shaw. Mladého Anakina Skywalkera hrál v epizodě I Jake Lloyd a v dalších dvou dílech Hayden Christensen. V ostatních seriálech nebo počítačových hrách ztvárnilo Anakina Skywalkera nebo Dartha Vadera několik dalších umělců.
Hned po dokončení prvních návrhů scénáře do prvního dílu Star Wars, jenž později získal označení Nová naděje, byla na základě nákresů umělce Ralpha McQuarrieho z roku 1975 vyrobena Vaderova maska, později celý mechanický aparát, jenž se stal jeho náhradním tělem. Celý černý oblek vymodeloval na základě McQuarrieho návrhů sochař Brian Muir, jenž vytvořil též kostýmy pro Stormtroopery. Celý oblek měl být původně dle prvních verzí scénáře jen skafandrem pro cesty ve vesmíru, ale později byl jeho účel změněn tak, že slouží jako mobilní podpora života pro Vadera, který by bez něj brzy zemřel, jak bylo ukázáno v epizodě VI.

## Biografie
Anakin Skywalker vyrůstal od roku 41 BBY se svou matkou Shmi na Tatooine v otroctví původně Gardully Hutta, později je oba vlastnil Watto, kterému dělal v dětském věku asistenta v prodejně náhradních dílů. Otce neměl žádného, neboť byl zrozen panenským početím. Když mu bylo devět let, navštívil Wattovu prodejnu mistr Jedi Qui-Gon Jinn, jenž sháněl součástky do vesmírné lodi Nubian, s níž nouzově přistál na planetě v poušti za městem. Jinna doprovázela dívka jménem Padmé, kterou nazval andělem. Po neúspěšném obchodu s Wattem nabídl Qui-Gonovi, Padmé i Jar Jarovi přístřeší, aby se nemuseli vrátit na loď během písečné bouře. Doma všem ukázal svého droida C-3PO a Qui-Gon poznal chlapcovo nadání v Síle, stejně tak jeho schopnosti pilota a přihlásil Anakina do blížícího se závodu kluzáků, přičemž vsadil porouchaného Nubiana za nové součástky na hyperpohon a namluvil Wattovi, že je kluzák jeho, tedy neprozradil, že ho z náhradních dílů sestavil sám Anakin. Závod nakonec vyhrál, porazil v rozhodujícím momentě svého arcirivala Sebulbu a pomohl Qui-Gonovi i Padmé vyhrát potřebné součástky. Díky ještě jedné sázce s Wattem však Qui-Gon získal svobodu i pro Anakina, kterému nabídl možnost stát se také Jediem.
Přesunul se tedy na Coruscant, kde předstoupil před Radu Jediů, která se však obávala chlapcovy vysoké úrovně strachu a vazbě na jeho matku, takže ho do řádu nepřijala i přes Qui-Gonovo přesvědčení, že je Anakin vyvolený k tomu nastolit rovnováhu v Síle, jak káže jedno prastaré proroctví. Začal ho cvičit aspoň neformálně a vzal ho s sebou zpět na Naboo pomoct královně Amidale. Zde se na svatém místě gunganů dověděl, že Padmé, s níž se stihl na Tatooinu a během letu ve vesmírné lodi spřátelit, je ve skutečnosti královnou Amidalou. Zúčastnil se druhé bitvy o Naboo, když vlezl do nabooské stíhačky a spolu s R2-D2 vletěl do hangáru vlajkové lodě Obchodní federace. Tam rozstřelil generátor energie a zničil tak blokádu planety. Zastavil tím i chod droidů, s nimiž bojovali na zemi gungani a královské stráže Padmé. Qui-Gon však při bitvě zemřel rukou sithského lorda Darth Maula a rada nakonec svolila k Anakinově výcviku Jedi pod vedením Obi-Wana Kenobiho, jenž sloužil do té doby jako Qui-Gonův učedník a slíbil mu, že Anakina vycvičí. Bitvu z dálky sledoval i novopečený kancléř Palpatine, který byl nadšen Anakinovým výkonem a začal se s ním přátelit.

### Anakin jako učedník Obi-Wana Kenobiho

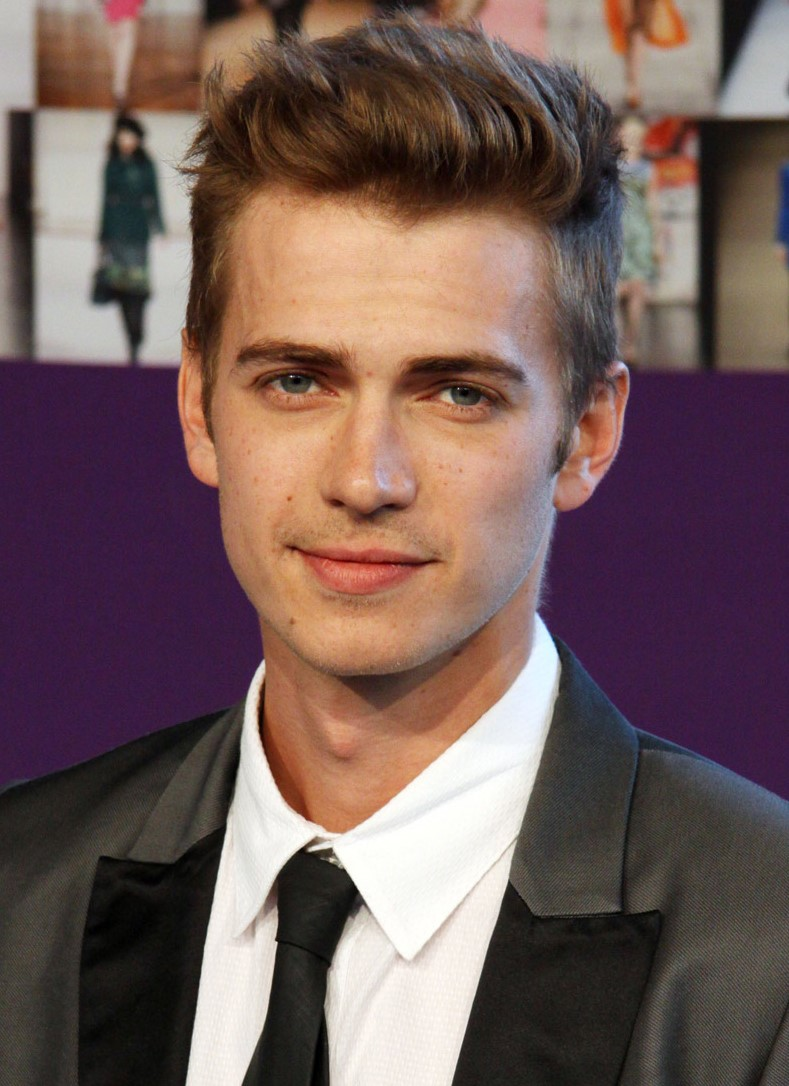
Hayden Christensen, který ztvárnil Anakina v Epizodách II a III

O deset let později byl již zralým padawanem a spolu s mistrem Kenobim zažil spousty misí. Znovu se setkal s Padmé, nyní senátorkou Republiky, kterou měl spolu s Obi-Wanem chránit před atentátníky. K Padmé, jež byla o několik let starší než on, cítil už od jejich prvního setkání na Tatooine jisté emoce, nyní se do ní zamiloval. Na základě jejího návrhu ji Anakin použil jako návnadu, aby atentátníky dopadl. Po honičce v corrusantském Galaktickém městě nakonec jejich totožnost se svým mistrem přímo neodhalili, ale získali určitá vodítka. Obi-Wan se vydal hledat planetu Kamino, kam vedly stopy, zatímco Anakin dostal samostatný úkol doprovodit potají Padmé domů na Naboo s tím, že ji v zásadním hlasování v senátu zastoupí její asistent Jar Jar Binks.
Na Naboo došlo mezi Padmé a Anakinem k prvnímu citovému sblížení, ovšem dospěli k závěru, že by si milostným románkem oba jen zničili kariéru. Anakina v tu dobu mučily špatné sny o jeho matce, které ho donutily spolu s Padmé navštívit Tatooine, kde se dověděli, že se provdala za farmáře Larse a dostala svobodu. Ovšem nedávno ji zajali píseční lidé a umučili k smrti. Při pohledu na umírající matku, když ji konečně našel, ho popadl vztek a světelným mečem povraždil celý kmen písečných lidí. Z toho, že porušil kodex, byl sice špatný, přesto neprojevil lítost, neboť považoval písečné lidi za zvířata. Pak se vydali na záchranu Obi-Wana na Geonosis, který mezitím vypátral, že senátorku lovil nájemný vrah Jango Fett na objednávku aktivisty hraběte Dooku, jenž je ve skutečnosti sithský lord a stál u zrodu konfederace nezávislých systémů (CIS) i její obří droidí armády. Zde ovšem také padli do zajetí a spolu s Obi-Wanem skončili na popravišti. Než je k němu geonosisané přivázali řetězy, vyznali si Anakin s Padmé lásku s vědomím, že nejspíš zemřou. Proti nestvůrám si vedli dobře, dokud Dooku nenařídil jejich popravu droidy. Zachránili je až Jediové, kteří přispěchali na planetu s armádou klonů, jejíž vznik prosadil Palpatine za přispění Jar Jara Binkse (ironií bylo, že sama Padmé by hlasovala proti). Poté Anakin konfrontoval spolu s Obi-Wanem Dookua, avšak neuspěli, navíc Anakin přišel o svou paži a po bitvě dostal mechanickou protézu. Po skončení bitvy se pak Anakin na základě uplynulých událostí tajně na Naboo oženil s Padmé.

### Anakin jako rytíř Jedi a mistr Ahsoky Tano
Nedlouho po začátku Klonových válek byl pasován do hodnosti rytíře Jedi. Zhruba o pár měsíců později, během bitvy o Christophsis, mu byla Yodou přidělena 14letá padawanka Ahsoka Tano, která byla ze začátku velmi neotesaná až drzá, což Anakina rozčilovalo, ale velmi brzy se začali vzájemně respektovat. Anakin měl velmi specifický způsob výcviku, drsný, ale láskyplný až mu na Ahsoce velmi záleželo, což ostatní Jediové příliš neuznávali. Prošli spolu mnoha bitvami jako bitva o Ryloth, druhá bitva o Geonosis nebo bitva o Salucami, kde byla Ahsoka unesena Trandoshany jako lovná kořist, to Anakina velmi zasáhlo a nepřestával s hledáním, ale Ahsoka se spolu s dalšími dříve unesenými padawany a Wookiem Chewbaccou, dokázala zachránit. Po návratu na Coruscant poděkovala Anakinovi za to, že díky jeho výcviku přežila a ještě pomohla druhým. 
Asi dva roky po začátku války, byly během bitvy o Cato Neimoidii kontaktováni radou Jedi, že došlo k teroristickému bombovému útoku na chrám Jediů. Když se vrátili na Coruscant před radu, byli pověřeni vyšetřováním, které je zavedlo k tomu, že za útok může sama Ahsoka. Byla zatčena a aby mohla před republikový soudní tribunál, požadoval zástupce armády Wilhuff Tarkin její vyloučení z řádu Jedi, čemuž rada vyhověla. Ale než padl rozsudek, Anakin dokázal vypátrat skutečného pachatele, jímž byla Ahsočina dobrá kamarádka jediská padawanka Barriss Offee, která to udělala, protože věřila, že Jediové kvůli válce sami propadají temné straně. Ahsoce byl sice nabídnut návrat do řádu, ale odmítla, kvůli zradě kterou cítila, kvůli jejímu vyloučení. Anakin se jí snažil přesvědčit k návratu, ale neúspěšně, což Anakina velmi zasáhlo. 
Anakin prošel dalšími bitvami sám nebo s Obi-Wanem, ale při jedné bitvě byli po téměř roce kontaktováni Ahsokou, že spolu s Mandalorianskou naslednicí trůnu Bo-Katan Kryze vypátrali Maula na planetě Mandalore kde tajně vládl. Jenže, než se stihli s flotilou vydat za dopadením Maula, dostali zprávu, že byl napaden Coruscant a s rytířkou Jedi Shaak-Ti, která měla za úkol chránit Palpatina, ztratili kontakt. Čímž byla mise na Mandalore zrušena, s čímž se Ahsoka nehodlala smířit. Tak Anakin navrhl vydělení jeho jednotky 501. pod velení kapitána Rexe, kterého povýšil na komandéra s Ahsokou jako poradkyní. Poté se Anakin s Ahsokou rozloučili a vydali se každý vstříc svým úkolům.

### Pád na temnou stranu

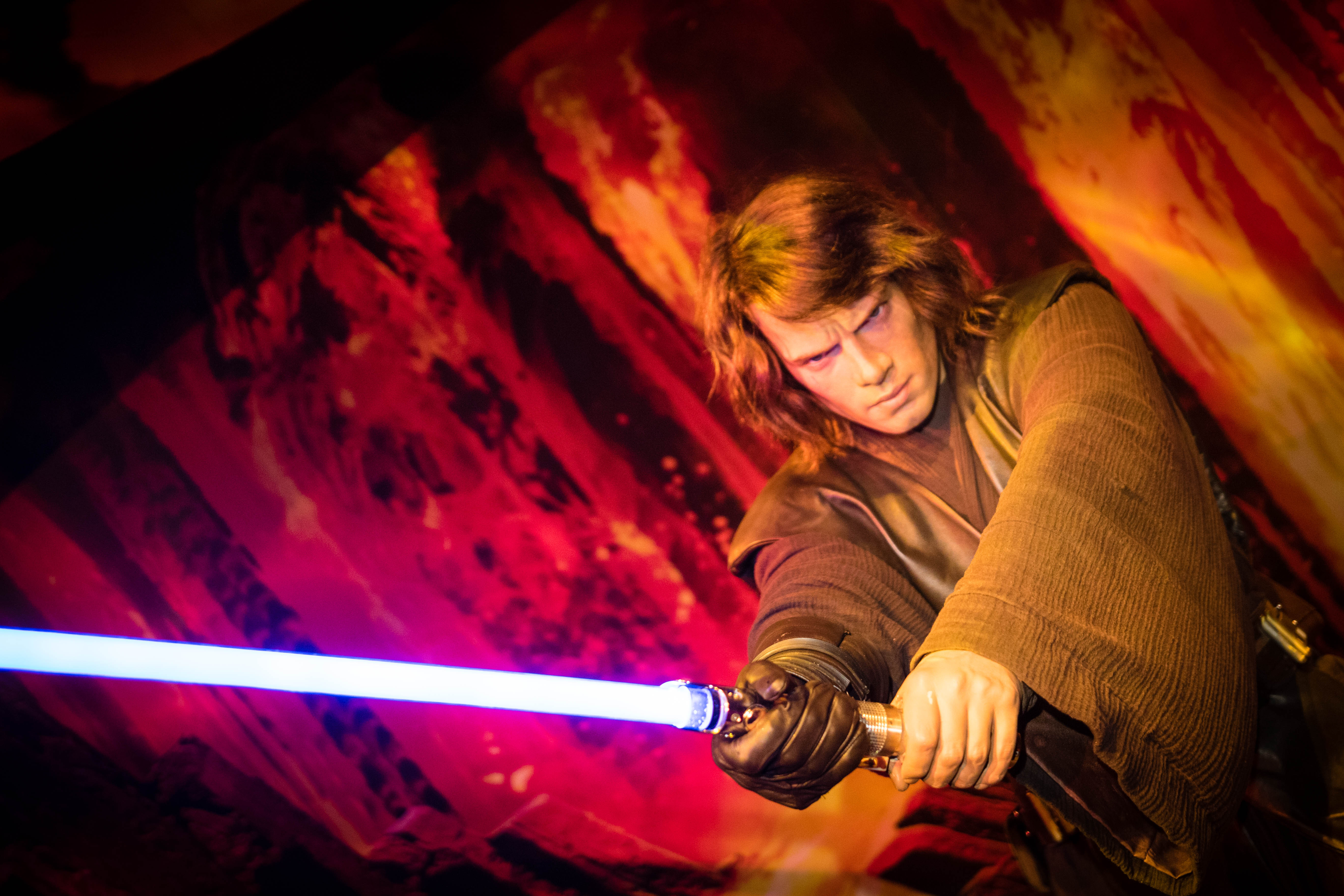
Hayden Christensen jako Anakin Skywalker v epizodě III.

Než Anakin s Obi-Wanem dorazil do bitvy o Coruscant zjistili, že generál separatistů Grievous zajal Palpatina, kterého s Obi-Wanem zachránil. Při akci byl ale jeho starý parťák v bezvědomí a po bitvě s Dookuem Anakin na rozkaz vysmátého kancléře svého soka zabil. Po tvrdém přistání jen s půlkou lodi na corrusantském vesmírném přístavu se znovu setkal po dlouhé době s Padmé, která mu oznámila, že čeká dítě. Byl šťastný, ale zároveň měl starosti, jak dvojí život Jedie a zakázanou manželskou i otcovskou lásku zvládne. Tohoto faktu začal více a více zneužívat kancléř Palpatine, zvláště v době, kdy Anakina opět mučily noční můry, v nichž tentokrát viděl Padmé umírat po porodu. Anakin nejprve opatrně hledal odpovědi na své obavy u mistra Yody, ovšem jeho rada ho neuspokojila. Jednoho dne se na schůzce v operní budově dověděl od Palpatina o legendě o Darthu Plagueisovi, jenž byl tak mocný, že dokázal stvořit a uchovat život. Anakinovi to přišlo podezřelé, ovšem také lákavé, neboť viděl šanci, jak Padmé zachránit stůj co stůj.
Palpatine v posledních letech dostával od senátu stále větší a větší pravomoci a neváhal jich použít. Dosadil ze své pravomoci Anakina do Rady Jediů, který ale nezískal titul mistra, což jím otřáslo a pohádal se kvůli tomu se svým starým mistrem Obi-Wanem. Navíc po něm rada tajně chtěla, aby podezřele se chovajícího Palpatina sledoval. To neochotně plnil a při jedné konverzaci s ním mu Palpatine odhalil svou skutečnou identitu sithského lorda. Anakin zapnul svůj světelný meč a chystal se s ním utkat, ovšem Palpatine ho odzbrojil zdůrazněním osudu Padmé. Anakin tedy aspoň oznámil zjištěnou skutečnost ostatním mistrům v čele s Mace Winduem. Ti se ihned odebrali Palpatina zatknout a Anakinovi poručili zůstat v chrámu a do akce nezasahovat. Přesto zákaz porušil a dorazil zpět do Palpatinovy kanceláře, kde viděl tři mrtvé mistry a Mace Windua, jak odráží Palpatinovy blesky zpět. V této bitvě mistr Jedi i mistr Sith bojovali o Anakinovu přízeň, ovšem Anakin nakonec podlehl strachu o Padmé a Winduovi, jenž se chystal sitha zabít, usekl ruku.
Palpatine pak přijal Anakina, šokovaného z Winduovy smrti, za učedníka a dal mu nové jméno Darth Vader. Jeho prvním úkolem coby Sith bylo vyvraždění Jediů v chrámu. Druhým úkolem bylo zničení Separatistů, ukrytých na Mustafaru, kde dokonal svůj obrat na temnou stranu. Začaly mu žlutě žhnout oči a celý se oděl do černého. Palpatine mezitím vydal Rozkaz 66, kterým nařídil klonovým vojákům zabít všechny Jedie, ovšem mistr Obi-Wan přežil. Přicestoval potají s Padmé, jež se obávala o osud svého muže, na Mustafar, aby zjistil, co se s Anakinem stalo. Vader svou ženu v hněvu téměř uškrtil Silou, protože si myslel, že ho s Obi-Wanem zradila, když ho odmítla podpořit na jeho temné cestě. Následně se utkal s Obi-Wanem v souboji na život a na smrt uprostřed lávového pole. Vader však prohrál, když přecenil své schopnosti a Obi-Wan mu usekl druhou ruku i obě nohy a nechal svého bývalého žáka pomalu umírat, protože ho nebyl schopen zabít. Po souboji jen vzal Vaderův meč. Na místo dorazil císař Palpatine a Vadera zachránil, přičemž mu nechal udělat kybernetické protézy, aby vypadal jako kyborg. Dostal černé brnění, které ho drželo při životě, a navíc, aby byla jeho identita ukryta a aby svým zjevem budil strach. V nové suitě dostal starost o Padmé, ovšem jeho mistr mu namluvil, že ji on ve vzteku sám zabil. Tímto Anakin Skywalker ztratil nejen lidskost, ale stal se i příčinou smrti té, kterou chtěl ochránit a přijal kvůli tomu temnou stranu Síly. A jak sám věřil, ztratil i jejich dítě, ovšem netušil, že Padmé přežila dost dlouho, aby dala život dvojčatům Lukovi a Leie.

### Temný pán ze Sithu
10 let po pádu Jediů a Republiky (9 BBY) byl Vader vyslán na planetu Mapuzo, kde byla odhalena přítomnost Obi-Wana, který tam byl kvůli záchraně Leii, před jistou Inkvizitorkou, která neměla tušení, že je Leia ve skutečnosti Vaderovou dcerou. Po příletu Vader odhalil přesné místo Obi-Wanova úkrytu patřícímu rebelům, tak se ho Vader rozhodl vylákat zabíjením nevinných na ulici před úkrytem. To ovšem Obi-Wana ovládaného strachem nevylákalo a raději se vydal na útěk, aby ho odvedl od Leii. Přitom mu Vader nadběhne a pokouší se s ním bojovat, ale Obi-Wan boj přerušuje a utíká dál. Tak mezi nimi Vader zapálí oheň, do kterého Obi-Wana táhne Sílou, aby mu ukázal utrpení, které kvůli němu zažil. To ukončí Obi-Wanova rebelská spojenkyně, která palbou zaútočí na Vadera, díky čemuž zachrání a odveze Obi-Wana na základnu rebelů na planetě Jabiim, kde ho vyléčí z lehkých popálenin. Na tuto základnu plnou uprchlíků Vader zaútočí, ovšem uprchlíci i s Obi-Wanem na poslední chvíli uletí v lodi, kterou ovšem Vader stíhá. Tak se ho Obi-Wan rozhodne odlákat zpět na planetu, kde se spolu střetnou v duelu. Po Vaderově porážce ho Obi-Wan osloví Anakine, na což Vader odpovídá, že Anakin zemřel, poté se mu Obi-Wan pokouší omluvit, ale Vader kontruje, že Obi-Wan Anakina nezabil, to Vader. Poté ho Obi-Wan opouští a vrací se ke svému tajnému poslání, dohlížet a chránit Luka.
O 6 let později (3 BBY) byl Vader povolán na Lothal dopadnout rebely, kteří zabili Veleinkvizitora (vůdce organizace lovící přeživší Jedie), kteří ho nevědomky dovedli ke své tajné flotile, kterou během svého útoku připravil o vedoucí loď. Při tomto incidentu se Ahsoka, jeho bývalá učednice a členka rebelů, snažila pomocí Síly na dálku zjistit, kdo je ten kdo na ně útočí, který byl neobvykle hluboko ponořen v temné straně. Díky tomu se Vader dozvěděl, že Ahsoka považována za mrtvou stále žije. Ona sama nejisté vycítila, že je to Anakin, ale nechtěla tomu uvěřit. Asi rok poté se Vader vydal na Malachor, kde 3 jediští rebelové, včetně Ahsoky samé, hledali tajemství Sithů uložená v sithském holocronu. Zde se s Ahsokou utkal, během souboje se Ahsoce podařil úder do jeho přilby, ve které se objevila velká prasklina. Potom ji Vader oslovil a díky prasklině uslyšela jeho skutečný hlas, takže poznala, že je to opravdu Anakin. Poté boj pokračoval, aby Ahsoka získala čas k útěku svých dvou jediských spolubojovníků. 
Uplynulo 19 let (0 BBY) od jeho pádu na temnou stranu a vojáci Impéria právě dokončili výstavbu obávané Hvězdy smrti, jejíž plány rebelové ukradli. Vader dopadl senátorku Organu, která je však dobře schovala do droida R2-D2. Nechal tedy po něm pátrat a odvlekl senátorku na Hvězdu smrti, kde ji vyslýchal Velkomoff Tarkin, ovšem žádné relevantní informace o pozicích rebelů z ní nedostal. Nařídil proto zničit paprskem celou její planetu Alderaan a vydal rozkaz ji popravit. Krátce na to zachytil vlečný paprsek Hvězdy smrti loď Millennium Falcon, odkud se vylodila parta neznámých bojovníků, kterým se povedlo osvobodit princeznu Leiu. Darth Vader při jejich průniku na loď ucítil přítomnost Obi-Wana Kenobiho a vydal se ho do útrob Hvězdy smrti hledat. Když ho konečně našel, odehrála se odveta za Mustafar, ale jeho starý mistr se nechal schválně zabít, aby splynul se Silou a umožnil ostatním spolu s princeznou Leiou utéct.
Tehdy to Darth Vader ještě netušil, ale jedním ze zachránců princezny byl jeho 19letý syn Luke. Vinou imperiální štěnice v Millenniu Falconu vypátrali hlavní sídlo rebelů na odlehlém Yavinu IV, kde došlo k epochální bitvě rebelských X-wingů s TIE fightery Impéria, kterým velel sám Vader. Rebelům se povedlo na základě ukradených plánů odhalit slabinu a využili ji. Vader odhalil, že jeden z pilotů X-wingů je nadán v Síle, což také prokázal úspěšným zásahem, jenž znamenal zničení Hvězdy smrti a ohromnou ztrátu pro Impérium. Sám Vader bitvu přežil, ovšem byl za neúspěch na Yavinu od císaře potrestán.
Časem odhalil identitu tohoto letce. Nezávisle na něm i císař Palpatine. Když o tři roky později vedl Vader misi na Hoth, kde vypátral další základnu rebelů, hlavní aktéři, tedy princezna Leia, pašerák Han Solo i Luke mu utekli mezi prsty. Konečně se "dověděl" zásadní informaci o existenci Luka Skywalkera jako potomka Anakina Skywalkera od císaře Palpatina a dostal za úkol ho buď zabít, nebo dovést k císaři, aby ho obrátili k temné straně Síly. Vader věděl, že ho cvičil Obi-Wan, takže nechtěl nic ponechat náhodě. Jeho legie, řízená z vlajkové lodě Executor, pátrala v asteroidovém poli mezi soustavami Hoth a Bespin po Millennium Falconu, ovšem bez úspěchu. Proto nařídil obsadit okolní systémy včetně Bespinu, kterému vládl zlodějíček Lando Calrissian, Solův starý známý. S ním Vader uzavřel dohodu, že když jim pomůže dopadnout Luka Skywalkera, nikomu nebude ublíženo, ani Leie, Solovi a dalším, ani obyvatelstvu.
Tuto dohodu však nedodržel, Sola nechal mučit a Leiu s ostatními zatknout, jakmile Luke měl dorazit na místo. Na Solovi vyzkoušel funkčnost mražení do karbonitu, aby tak znehybnil Luka. Ovšem ten se do pasti nechytil, byl již nyní dost zdatný. Vader totiž netušil, že měl Luke za sebou tvrdý výcvik od mistra Yody, byť zatím nedokončený. Calrissian vydal pokyn civilistům k evakuaci města, aby vyvolal chaos, který rebelům umožní uniknout, ovšem Luke zůstal a bojoval s Vaderem. Vader Luka odzbrojil useknutím ruky a následně ho téměř zlomil oznámením, že jeho otec Anakin není mrtvý, ale že to on sám, Darth Vader, je jeho otec. Šokovaného Luka pak lákal na svou stranu, neboť v něm viděl dostatečný potenciál, který by mu pomohl svrhnout císaře a vládnout galaxii jako otec a syn. Luke však raději volil smrt a skočil z visuté lávky do propasti. Přesto přežil a využil své jedijské schopnosti, aby si telepaticky zavolal na pomoc Leiu, jež nařídila Landovi otočit Millennium Falcon zpátky. Vader pak se svým synem ještě komunikoval na dálku telepaticky, ale pak už loď i s rebely zmizela v hyperprostoru.
Luke se časem s tím, že je Vaderův syn, smířil a rozhodl se přimět otce otočit se proti temné straně Síly. Vader v roce 4 ABY dohlížel na dostavbu nové Hvězdy smrti u Endoru spolu s císařem, s nímž se chystal soupeřit o vliv nad Lukem. Spolu zrežírovali past na rebely při bitvě o Endor, v níž podstatná část rebelů obléhala nedokončenou Hvězdu smrti, zatímco Luke, Leia, Han a další bojovali s pomocí Ewoků na povrchu měsíce. Luke se však Vaderovi sám vydal, protože cítil, že je to jediná možnost. Vaderovi "oplatil" jeho naléhání na Bespinu a řekl mu, že ho hodlá obrátit na světlou stranu, protože věří, že v něm je dobro. I tak ho Vader vydal císaři na Hvězdu smrti a císař se snažil Lukem manipulovat. Jak bitva o Endor pokračovala, zapojil se do manipulace i Vader a pomocí schopnosti Síly čtení mysli se od Luka dověděl, že má sestru Leiu, tedy když neobrátí jeho, určitě se k Sithům připojí Leia. Luke už tohle nevydržel a plný zuřivosti se s Vaderem utkal v boji světelnými meči a porazil ho. Usekl mu jednu z robotických rukou, přičemž se podíval na svou vlastní protézu a rychle vychladl.
Císař Palpatine se pokusil Luka přimět, aby svého vlastního otce dorazil, ale neuspěl. Luke s hrdostí oznámil, že je Jedi tak jako byl Anakin Skywalker před svým pádem. Palpatine ztratil nervy i s ohledem na pro něj nepříznivý vývoj bitvy s rebely, a začal Luka mučit blesky, jejichž odrážení tento mladý Jedi ještě neuměl. Když se ho chystal zabít, požádal Luke svého otce o pomoc. Ten chvíli váhal, ale nemohl se dívat na to, jak císař svými blesky zabíjí jeho syna. Věděl, že nedokázal zachránit svou matku a Padmé, ale věděl, že ještě může zachránit své dvě děti, proto druhou rukou zvedl císaře do vzduchu a přehodil ho do hluboké šachty, kde císař velkým výbuchem a výronem energie temné strany Síly zemřel. Jenže císař ho blesky během přehozu zasáhl do brnění a vyřadil mu systém podpory života. Znovuzrozený Anakin pak Lukovi poděkoval a pověděl mu, že měl pravdu, že není ztracený, a nechal si sundat masku, aby se na syna podíval vlastníma očima. Pověděl mu také, aby vše vysvětlil Leie. Po chvíli v náručí syna zemřel. Luke ho na Endoru pohřbil po způsobu Jediů a Anakin se pak po boku mistra Yody, Obi-Wana Kenobiho ve formě ducha objevil na oslavě vítězství rebelů nad Impériem.
Jako duch se o několik let později zjevil i Ahsoce, když byla v bezvědomí ve Světě mezi světy po porážce od Baylana Skolla na Seatosu a později i při vědomí na Peridei. 

## Rozdíly v Legends
(Události z Epizod I-VI hlavní filmové ságy popsané výše, platí i pro díla řazená do Legend, ale knižní či herní události mezi filmy už jsou mezi Legendami a Kánonem rozdílné.)  
Jediné, co Vaderovi zbylo, po pádu na temnou stranu byla ponižující role sithského učedníka imperátora Palpatina. Ze začátku bylo novopečené Impérium relativně slabé, ovšem Vader sjednával v galaxii pořádek pomocí své 501. legie stormtrooperů a lovil zbývající Jedie. Snil o tom, že svého mistra svrhne a bude vládnout galaxii sám, ovšem moc dobře věděl, že bez síly, kterou ztratil po porážce od Obi-Wana, na to nemá. Proto se rozhodl vycvičit si tajného učedníka Starkillera, kterému přidělil k výcviku bojového droida PROXY jeho vlastní konstrukce. Toho nakonec jen využil k tomu, aby v letech 3-2 BBY pro císaře, jenž tajný výcvik odhalil, ulovil rebelující senátory, kteří nesouhlasili s poměry v Impériu. Jeho tajný učedník však na konci své poutě odmítnul hrát roli loutky a postavil se jak Vaderovi, tak císaři. Sice se mu nepovedlo je oba porazit, ale umožnil aspoň útěk senátorům Bailovi Organovi, Mon Mothmě a několika dalším lidem před jistou smrtí. Ti pak proti Palpatinově původnímu plánu založili Alianci rebelů, která měla dost síly a odvahy, aby je oba dva zničila.
V následujících letech se jeho duch občas dále zjevoval Lukovi, příležitostně i Leie.

## Darth Vader v kultuře
Fenomén Star Wars byl popsán v novém tisíciletí i v postmoderní spiritualitě, kdy spolu s jediismem je tento směr, sithismus, představuje styl života s motivy pro meditaci, humanismus a popisuje třeba i výchovné metody.